# Pycnosomia coxata
Pycnosomia coxata is een zeespin uit de familie Phoxichilidiidae. De soort behoort tot het geslacht Pycnosomia. Pycnosomia coxata werd in 1991 voor het eerst wetenschappelijk beschreven door Stock. 